# Anelaphus martinsi
Anelaphus martinsi là một loài bọ cánh cứng trong họ Cerambycidae